# Jonathan Herrera Ramos
Jonathan Herrera Ramos (València, 18 de gener de 1990), més conegut com a Herrera, és un jugador professional de pilota valenciana, punter en la modalitat d'Escala i corda, en nòmina de l'empresa ValNet.
Provinent dels campionats fallers, començà en la Galotxa al Club de Pilota de Beniparrell, fins que va debutar com a professional el 2005 al Trinquet de Pelayo (València). Debutà al Circuit Bancaixa el 2008, mateix any que alça la Copa Diputació junt amb Álvaro i Jesús. La temporada 2012 aconsegueix el doblet formant equip amb Álvaro novament i Salva al Bancaixa i amb Puchol II i Javi a la Copa Diputació

## Palmarès
- Escala i corda:
  - Campió del Circuit Bancaixa: 2012
  - Subcampió del Circuit Bancaixa: 2013
  - Campió Lliga Caixa Popular
  - Campió de la Copa Diputació: 2008 i 2012
  - Subcampió de la Super Copa: 2009
  - Subcampió del Trofeu Ciutat de Llíria: 2009 i 2010
  - Subcampió del Trofeu Caixa Rural de Vila-real: 2008 i 2011
  - Campió del Trofeu Hnos. Viel de Sueca: 2009
  - Subcampió del Trofeu Hnos. Viel de Sueca: 2010
  - Subcampió del Trofeu Mancomunitat de la Ribera Alta: 2010
  - Campio del Trofeu Mancomunitat de la Ribera Alta 2008
  - Subcampió de la Copa 2: 2011

Frontó:Subcampio Diputació Valencia :2013
- Galotxa:
  - Campió de l'Interpobles
  - Campió d'El Corte Inglés
  - Campió individual autonòmic de Galotxa 2020-2021 final en Borbotó.
  - Campio individual autonómic de Galotxa 2021 final en Aldaia